# Grupo Mahou-San Miguel
Grupo Mahou-San Miguel är ett spanskt bryggeri med bryggerier i Lleida och Málaga. 2000 köptes bryggeriet upp av det konkurrerande bryggeriet Mahou S.A. och man bildade Grupo Mahou San Miguel. Namnet på ölen kommer från ett bryggeri på Filippinerna, San Miguel Corporation, men man är fristående från detta.

## Historia
1953 skriver aktieägarna i maltföretaget La Segarra S.A. in rättigheterna till namnet San Miguel från VD:n för San Miguel Corporation i Filippinerna, Andres Soriano. Därmed grundar man ett nytt oberoende bryggeri i Spanien som 1957 tar namnet San Miguel Fabricias de Cerveza y Malta S.A. Samma år lämnar de första flaskorna med San Miguel Especial fabriken i Lérida (idag Lleida). 1962 börjar ölen även gå på export och 1966 öppnar man en andra fabrik, i Málaga.
1990 påbörjar det franska företaget Danone en övertagningsprocess av bryggeriet, men år 2000 tar istället det spanska bryggeriet Mahou S.A. över San Miguel genom att köpa upp Danones aktieandel på 70 procent av företaget; man hade redan 30 procent sedan tidigare. Tillsammans bildas ett helspanskt bryggeri vid namn Grupo Mahou - San Miguel.